# Кашмирена мафия
„Кашмирена мафия“ (на английски: Cashmere Mafia) е американски комедийно-драматичен сериал, излъчен по ABC от 6 януари 2008 г. до 20 февруари 2008 г. Малко по-късно същата година ABC решава да не поднови сериала за втори сезон.

## „Кашмирена мафия“ в България
В България сериалът започва излъчване на 7 юли 2008 г. по Нова телевизия, всеки делник от 22:30 и завършва на 15 юли. На 6 декември започва повторно излъчване, всяка събота и неделя от 15:00 и приключва на 21 декември, а през един от дните са излъчени два епизода наведнъж. Ролите се озвучават от артистите Силвия Лулчева, Елена Русалиева, Силвия Русинова, Пламен Манасиев и Даниел Цочев.
През 2013 г. започва повторното излъчване по bTV Lady, всяка събота и неделя от 14:00. Дублажът е записан наново. В него участват Десислава Знаменова, Христина Ибришимова, Ани Василева и Владимир Колев.

## Епизоди
| Номер | Заглавие             | Първо излъчване в САЩ | Първо излъчване в България |
| ----- | -------------------- | --------------------- | -------------------------- |
| 1     | Pilot                | 6 януари 2008 г.      | 7 юли 2008 г.              |
| 2     | Conference Call      | 9 януари 2008 г.      | 8 юли 2008 г.              |
| 3     | Dangerous Liaisons   | 16 януари 2008 г.     | 9 юли 2008 г.              |
| 4     | The Deciders         | 23 януари 2008 г.     | 10 юли 2008 г.             |
| 5     | Stay With Me         | 6 февруари 2008 г.    | 11 юли 2008 г.             |
| 6     | Yours, Mine and Hers | 13 февруари 2008 г.   | 14 юли 2008 г.             |
| 7     | Dog Eat Dog          | 20 февруари 2008 г.   | 15 юли 2008 г.             |